# La Tabaré Banda
La Tabaré Banda, también conocida anteriormente como La Tabaré Riverock Banda, es una banda uruguaya de art-rock que ha fusionado el rock y el blues con la canción popular y el teatro. La banda fue formada en 1985 en Montevideo, alrededor del cantante, compositor, actor y escritor Tabaré Rivero y permanece activa hasta hoy de forma ininterrumpida. Combina muchas veces la mixtura de instrumentos folclóricos con todos los géneros y subgéneros musicales, con una base de power trío eléctrico, con la representación teatral y la búsqueda poético-ideológica. Se dijo que La Tabaré Banda podría ser el nexo entre el rock uruguayo de los años '70, el Canto Popular y el resurgimiento del rock uruguayo de los '80. El grupo lleva editados un total de quince discos, un video-home VHS, un largometraje y un DVD doble.

## Historia

### Comienzos. Mitad de los años ochenta
En 1985, al finalizar la dictadura, se comenzó a gestar en casi todos los barrios de las ciudades del país (y casi por generación espontánea) el «renacimiento» del rock uruguayo, obligatoriamente silenciado y perseguido durante más de 11 años.
Sin ser demasiado consciente de que estaba comenzando esta segunda etapa del rock en este país, Tabaré Rivero decidió armar una banda para realizar un ciclo de seis funciones, fusionando teatro, punk rock, folclore y new wave.

El nombre, sin pensarlo demasiado, surgió como un chiste para los teatreros montevideanos, ya que las grandes divas teatrales de principio de los '80s eran reconocidas como La Xirgu, La Medina, La Castro... En respuesta pensé ponerle mi nombre para jugar con eso. Si hubiera sabido que esto iba a durar más de ese primer ciclo de seis funciones, sin duda le hubiese puesto cualquier otro nombre que fuese más representativo de esta banda, que siempre funcionó como una cooperativa.
Tabaré Rivero

La Tabaré Banda empezaron a ensayar en abril de 1985 en el Teatro Circular de Montevideo, y ese mismo mes se presentaron "de sorpresa" interpretando tres canciones en el Teatro del Carro (un teatro callejero que estaba en la plaza Libertad). La muy buena recepción del público los hizo tomar impulso para planificar un posible futuro.
Grabaron en La Batuta cuatro canciones, "Patada en el bajo beat", "Sigue siendo rocanrol", "No me dejes perderte" y "Hotel a go-go", que distribuyeron en casete por algunas radios y comenzaron a ser difundidas inmediatamente con gran recepción de los oyentes.
Su primera presentación oficial la hicieron en noviembre y diciembre de ese año en el Teatro Circular en un ciclo denominado Kafé-Koncér. Las seis funciones se realizaron con entradas agotadas con varios días de anticipación. 
Esta primera formación estuvo integrada por Tabaré J. Rivero,
Andrea Davidovics,
Javier Silvera,
Álvaro Pintos y
Ricardo Musso. Fue Musso quien más le insistió a Rivero para que se animara a presentar sus canciones en vivo.
En la segunda mitad de la década de 1980 se unieron exitosamente a la movida del rock y participaron en los festivales más importantes del género como Montevideo Rock 1 y 2, en los cuales compartieron escenario con artistas internacionales. 
En esa década publicaron sus primeros dos álbumes (en formato vinilo), Sigue siendo rocanrol y Rocanrol del arrabal.

### Años noventa
En la década de 1990 empezaron a combinar el rock con el teatro, al estrenar La ópera de la mala leche (1990-91) y Qué-te-comics-te (1992). 
En 1992 publicaron el disco Placeres del sado-musiquismo. El siguiente disco fue Apunten... ¡fuego! (en 1994).
En 1993 publican por el sello Ayuí/Tacuabé, el mediometraje Sabotaje, en formato VHS.
En el año 1995 realizaron el ciclo El acusticón, un espectáculo acústico con instrumentos alternativos a los del rock, como charango,
flauta dulce,
bandoneón,
cajón,
cavaquinho,
cuatro llanero y
yerbomatófono, 
y siempre sumándole a la música las intervenciones escénicas teatrales.
En este mismo año, Tabaré Rivero publicó el libro 10 años de éxito al dope, en el que repasó la historia de los primeros diez años de La Tabaré.
Casi finalizando el siglo publicaron el disco Yoganarquía (en 1997), estrenaron en Porto Alegre la opereta Putrefashion y la presentaron en  Montevideo en el ´98 y ´99. Ese último año publicaron el disco Que te recontra (en 1999).

### Década del 2000
En 2002 grabaron Sopita de gansos, un disco acústico, que fue criticado por el público roquero más ortodoxo.
En 2003 publicaron el álbum de rarezas Archivoteca de rescatacánticos y poemazacotes.
En 2004 salió a la venta 18 años vivos, disco que fue grabado en vivo el Teatro ND Ateneo de Buenos Aires.
En 2004, 2006 y 2007 participaron del festival Pilsen Rock.
En 2006 grabaron en Chile el álbum Chapa, pintura, lifting y estrenaron la breve opereta Sinphonetta inphinitta, que presentaron en cinco funciones en la Sala Zitarrosa.
En 2007 se presentaron en el mega Festival Vive-Latino, en Santiago de Chile, y realizaron actuaciones en España (Barcelona y Valencia).
En 2008 se estrenó en Cinemateca Uruguaya (Sala 18), el documental La Tabaré, rocanrol y después permaneciendo quince días en exhibición. Más sobre fin de año lanzaron el disco Cabarute.
En 2009 se estrenó en el Teatro Solís la opereta La Micción, con la participación de La Tabaré junto con el elenco de actores de la Comedia Nacional.

### Década del 2010
Festejaron sus 25 años en el ciclo Kabarét la Tabarék, con once funciones en Espacio Guambia y salió a la venta el CD doble Colección histórica.
En 2011 realizaron el ciclo Varietè, con 12 funciones en el Teatro Victoria.
En 2012 salió a la venta el DVD doble "Ni estrellas ni fugaces" y "Avistamientos", conteniendo un par de documentales sobre la banda.
En 2013 continuaron presentándose en el ciclo Tête à tête, rotando en diversas salas y boliches, culminado con cinco funciones en el Teatro Circular.
En 2014 publicaron el disco Que revienten los artistas. y realizaron una gira de seis actuaciones por España (Santiago de Compostela, Vigo, Pamplona, Barcelona, Valencia y Madrid).
En Uruguay presentaron el ciclo ¡Que revienten!,  con cuatro funciones en la sala Hugo Balzo y dos en el Teatro Solís, junto a la Compañía de Danza de Martín Inthamoussú.
En 2015 festejaron su trigésimo aniversario, con múltiples presentaciones en Montevideo y el interior del país, culminando con una presentación en el Teatro de Verano.
En 2017 publicaron el disco Blues de los esclavos de ahora.
En 2019 realizaron en distintos teatros de Montevideo y también en varias ciudades del interior el espectáculo "El confort de los esclavos", con la participación del actor y dramaturgo Federico Guerra.

### Década del 2020
En febrero de 2020 hicieron un «toque» dentro del Centro de Reclusión COMPEN, experiencia similar a la que ya habían realizado en 2016 (cuando actuaron dentro de la Unidad n.º 6 de la Cárcel de Punta de Rieles.
En el 2023 sacaron un nuevo álbum conceptual, volviendo al formato vinilo, titulado Urutopías, lanzado por el sello Bizarro Records. Dicho álbum vino acompañado por un cómic en el que se cuenta la trama del mismo, realizado por Nicolás Peruzzo.
Durante ese año realizaron una "Gira barrial y misteriosa", recorriendo varios barrios de Montevideo, repasando canciones de toda su discografía, pero en formato rock-blues y jazz (estilo Nueva Orleans). Terminaron el año negándose a aceptar el "Premio Graffiti a la Trayectoria" de la banda, y realizando una actuación en el Rockódromo de Valparaíso (Chile).
Continuaron las presentaciones en festivales y en el circuito de salas de conciertos en Montevideo y en el interior del país, así como también en Argentina.

La Tabaré desde sus comienzos ha sido una banda que se ha caracterizado por no haber hecho ningún esfuerzo por estar en los primeros puestos del ránking, ni batir récords de ventas. Vale destacar que tampoco fue nombrada entre las 50 millones de mejores bandas según la revista Rolling Stone, ni tampoco fue ni será mencionada jamás en la revista Billboard, y sin embargo ha gozado durante décadas de un muy considerable éxito. Nuestros intereses nunca fueron de minitas, ni drogas, ni guita fácil, siempre fueron otros.
Tabaré Rivero

## Integrantes actuales
- Tabaré Rivero: voz y guitarra acústica
- Pamela Cattani: voz y yerbomatófono (o kazoo)
- Leo Lacava: guitarras
- Enzo Spadoni: trombón
- José "Botta" Suárez: bajo eléctrico y contrabajo
- Marcelo "Chelo" Lacava: batería

Invitado perpetuo
- Andrés Burghi: batería

## Discografía
1. Sigue siendo rocanrol (Orfeo SULP 90867. 1987)
2. Rocanrol del arrabal  (Orfeo  (1989)
3. Placeres del sado-musiquismo (Ayuí / Tacuabé 1992)
4. Apunten... ¡fuego!! (Ayuí / Tacuabé ae130cd. 1994)
5. Yoganarquía (Ayuí / Tacuabé ae184cd. 1997)
6. Que te recontra (DBD001cd. 1999)
7. Sopita de gansos (Ayuí / Tacuabé ae253cde. 2002)
8. Archivoteca (de rescatacánticos y poemazacotes) (Ayuí / Tacuabé ae267cde. 2003)
9. 18 años vivos (Ayuí / Tacuabé ae278cde. -Zaff Records en Argentina- 2004)
10. Chapa, pintura, lifting (Bizarro Records 3474-2. 2006). Años después se editó en Argentina como Alineación y balanceo (Pza.Independencia. - 2015)
11. Cabarute (Bizarro Records. 2008)
12. Colección histórica (Bizarro Records 4750-2. 2010)
13. Que revienten los artistas (Bizarro Records 5930-2. 2014)
14. Blues de los esclavos de ahora (Bizarro Records 7042-2. 2017)
15. Urutopías (Bizarro Records - 2023)

## Sencillos - Video Clips
- Patada en el bajo Beat (1986) dir. Leo. Recagni
- En tiempos de mala magia (1998) dir. Eduardo Filipini
- 2 X 3 llueve (1998) dir. Mariana Viñoles y Daniel Díaz
- Alegrís (1999) dir. Mariana Viñoles
- Ola de holas (2000) dir. Andrés Burghi
- Ojalá (ya no será) (2000) dir. Gustavo Hernández
- La enemistad (2002) dir. Hernán Rodríguez
- Milonga 41 (2003) dir. Hernán Rodríguez
- Excepto (2004) dir. Hernán Rodríguez
- ¡Que noche la de aquel día! (2005) dir. Victoria Bruzzone
- El kafkarudo (2008) dir. Alejandro Persichetti
- Invisibilizaciones (de la opereta "La Micción) (2009) (Comedia Nacional)
- Rasga corazón (MCMLXVI) (2018) (Bruto Audiovisual - Orfeo)
- A renacer (2023) dir. Marito Dávila y Jhonatan Grajales
- Distopía en blues (2023) dir. Marito Dávila

## EPs - Video Clips
- "Espantapájaros" - "Nuestra poética preciosa/ Pericón" (2001) (Ayuí/Tacuabé)
- 18 años vivos en el ND Ateneo (2004) "Excepto" y "Soy un virus"  dir. Hernán Rodríguez
- En vivo Desde el circular (Bizarro Records 2015) - "Tuercas nada"; "Folletines volantes"; "Aquel cuplé".
- En vivo Sesiones en Los Olmos (Bizarro Records 2017) - "Pagar y pagar"; "Rasga corazón".
- El confort de los Esclavos (en vivo) (Bizarro Records 2018) - "Es ese misterio (la felicidad)"; "Boogie naturista"; "Galopé".
- La moda del wash / País Belleza (Bizarro Records 2020)

## Cine y video
- Sabotaje – Mediometraje en formato VHS, Dir: Andrés Echevarría (Ayuí / Tacuabé, 1993)
- Los Instantes Eternos – Documental recopilatorio en formato VHS, Edic.: Tabaré J. Rivero (Independiente, 2000)
- La Tabaré, rocanrol y después – Película Documental, Dir: Mariana Viñoles y Stefano Tononi (2008); en formato DVD (Perro Andaluz, 2017)
- Ni estrellas ni fugaces - Película Documental en formato DVD, Dir: Hernán Rodríguez (Bizarro Records, 2013)
- Avistamientos –de canciones desorbitadas a lo largo del tiempo- - Documental recopilatorio, en formato DVD Edic.: Gerardo Castelli (Bizarro Records, 2013)

## Las operetas de La Tabaré (Teatrock) Banda
- 1990 y 1991, La Ópera de la Mala Leche, Teatro Circular.
- 1992, ¿Qué-te-comics-te?, Teatro Circular.
- 1998 y 1999, Putrefashion Teatro El Galpón - Teatro Puerto Luna.
- 2006, La Sinphonetta Inphinitta, Sala Zitarrosa.
- 2009, La Micción, Teatro Solís - Comedia Nacional.
- 2021, La Euforia de los Derrotados, Teatro Solís - Comedia Nacional.

## Participación en discos colectivos
- Rock Uruguayo Vol. 2 (Orfeo, SULP 90822. 1986)
- Montevideo Rock (Orfeo, 1987)
- En vivo: Montevideo Rock 1988 (Orfeo, 90913-4. 1988)
- Lo mejor del rock uruguayo (Orfeo. 1989)
- Rock de Primera: Lo mejor del rock uruguayo vol. 1 (Ruta 66 Records, 1007-2. 1994)
- Bien de acá: 10 años de rocanrol nacional (Orfeo, 4966152. 1996)
- Cantares de la memoria (Serpaj, S 001CD. 1996)
- Extrañas visiones (Orfeo, CDO 035 2. 1996)
- Los músicos de La República (1998)
- Zona de obras (España, 2002)
- Graffiti (Tema extra en reedición de EMI 7243 5 60413 2. 2004)
- Mundo mestizo (Doble F Alterlatino, FF010, Argentina. 2004)
- Pilsen Rock - Durazno 2004 (Koala Records, KR 3166-2. 2004)
- Fanáticos 4 (2006)
- Pilsen Rock IV (2007)
- Pilsen Rock 5 (Montevideo Music Group. 2009)
- Fanáticos 6 (2009)
- Mapa de Cabrera - Compilado incierto  (Compilado triple de Fernando Cabrera) (Once Varas, Argentina. 2009)
- Montevideo en canciones (Ayuí, A/E380-381CD. 2013)
- Haciendo memoria (editado por Madres y Familiares de Detenidos Desaparecidos. 2015)
- Solo en busca de un lugar (Little Butterfly y Bizarro Records. 2021)
- Macu ta cantado (Ayuí/Tacuabé. 2022)

## Especiales para TV o plataformas
- La Tabaré Riverock Banda en Mano a Mano – 1989- Canal 5
- La Tabaré Milongón Banda, en La Puerta Grande -2001- TV Ciudad
- La Tabaré Milongón Banda, en la Zitarrosa – 2003- TV Ciudad. dir: F. Domínguez
- La Tabaré Milongón Banda, Especial en Canal X – 2003-
- La Tabaré en el Teatro de Verano – 2005 – VTV
- La Tabaré Cachimbanda en el Cine Teatro Plaza – La Púa -2006-
- La Tabaré Cachimbanda en vivo en Vive Latino (Chile) – La Púa -2007-
- La Tabaré Riverock Banda:  Rocanrol del Arrabal – La Púa -2008-
- La Tabaré en Sala TV – 2009- TV Ciudad
- La Tabaré y la Comedia Nacional: La Micción - 2009 - Prod. Comedia Nacional
- La Tabaré en Autores en vivo - 2013 - AGADU. dir:  Álvaro García
- La Tabaré Banda 30 Años - 2015 - TV Ciudad. dir: Nicolás Soto
- La Tabaré Banda en Montevideo Rock – 2017- TV Ciudad
- La Tabaré Banda en el COMPEN – 2020- dir: Nicolás Niggemeyer
- La Tabaré Banda en el Rockódromo de Valparaíso, Chile – 2023- escuelasderock.cl

## Filmaciones y documentales independientes
- Kafé Konzér – 1985
- ¡Rocanrol circular! – 1989
- Skiffle yorugua – 1992
- No
- – 1992
- Al chiquero, apunten... ¡fuego! – 1994
- Los instantes eternos – 1985-2000
- Vian de Vian - Sobre canciones y textos de Boris Vian, en el Teatro Circular – 2008. dir: A. Goldstein
- La Tabaré Banda, en Estudios de TV – 2015

## Músicos y técnicos que integraron La Tabaré Banda
- Riki Musso (1985-1987, bajo)
- Javier Silvera (1985-1987, guitarra)
- Andrea Davidovics (1985-1989, voz)
- Álvaro Pintos (1985-1987, batería)
- Andy Adler (1986, guitarra)
- Rudy Mentario (1987-1989, bajo / 1989-1992, guitarra)
- Gustavo Ogara (1987-1989, guitarra)
- José Gruchi (1987-1988, batería)
- Daniel Maggiolo (1988-1990, sonido)
- Rúben Ottonello (1988-1990, batería)
- Pepe Canedo (1990, batería)
- Pablo Reyes (1990-1995, bajo)
- Bettina Mondino (1990, voz)
- Marcelo Martino (1990-1991, batería)
- Raquel Blatt (1991-1992 / 2007, voz)
- Andrés Burghi (1992-1998 / 2007-2014, batería)
- Andrés Rega (1992-2012, mánager)
- Alejandra Wolff (1992-1997 / 2007-2009, voz)
- Gabriel Brikman (1993, guitarra)
- Luis Machado (1994-1995, guitarra)
- Ricardo "Dipa" Dipaolo (1994-2024, sonido)
- Diego Chapuis (1995-1997, bajo)
- Hernán Rodríguez (1995-2007, guitarra)
- Jorge Pí (1997-2004 / 2007-2010, bajo y contrabajo)
- Gustavo Castro (1997-1998, batería)
- Mónica Navarro (1998-2007, voz)
- Gastón Ackermann (1998-2000, batería)
- Andrés "Demonio" Chessa (2001-2003, batería)
- Pablo "Pelao" Meneses (2003-2004, batería)
- Fernando Alfaro (2005-2007, batería)
- Diego Varela (2005-2007, bajo)
- Álvaro Pérez (2007-2009, guitarra)
- Martín García Herrera (2009-2020, bajo y contrabajo)
- Lucía Trentini (2010-2014, voz)
- Alejandro Ferradás (2009, guitarra)
- Lucía Ferreira (2014-2019, voz)
- Sebastián Gagliardi (2015-2022, teclados)